# Karl Auer (Fußballfunktionär)
Karl Auer (* 26. Juni 1947 in München) ist ein ehemaliger Fußballfunktionär. Er war ab März 2004 als Nachfolger von Karl-Heinz Wildmoser Präsident des TSV 1860 München. Am 17. März 2006, nach zwei Jahren und zwei Tagen im Amt, trat er aus gesundheitlichen Gründen zurück.
Bereits seit 1964 Mitglied im Verein, ist er seit 1996 Mitglied im Aufsichtsrat des TSV 1860 München.
Beruflich ist Auer gemeinsam mit Sohn Christian Inhaber der Firma Oberland GmbH (Vertrieb von internationalen Fleisch- und Wurstwaren) mit Sitz in Holzkirchen.
Auer hat zwei erwachsene Kinder.